# 朱見滋
鄭僖王朱見滋（1452年—1479年），明朝第二代鄭王——鄭簡王朱祁鍈的世子。他於成化七年（1471年）封鄭世子。當了8年的世子，在成化十五年（1479年）薨逝，諡曰悼僖世子。長子鄭康王朱祐枔嗣位鄭王後，追封朱見滋为鄭僖王。

## 子女
1. 鄭康王 朱祐枔
2. 朱祐檍